# Nuculana acuta
Nuculana acuta är en musselart som först beskrevs av Conrad 1832.  Nuculana acuta ingår i släktet Nuculana och familjen tandmusslor. Inga underarter finns listade i Catalogue of Life.